# Athanase Ier d'Antioche
Pour les articles homonymes, voir Athanase.
 (mai 2011).
Si vous disposez d'ouvrages ou d'articles de référence ou si vous connaissez des sites web de qualité traitant du thème abordé ici, merci de compléter l'article en donnant les références utiles à sa vérifiabilité et en les liant à la section « Notes et références ».
Athanase Ier d'Antioche, surnommé Athanase Gamolo (c'est-à-dire en syriaque « le Chamelier »), fut le quarante-et-unième patriarche d'Antioche selon le décompte de l'Église jacobite, de 595 ou plutôt 603 à sa mort en juillet 631.

## Biographie
Natif de Samosate, tôt orphelin de père, il fut d'abord élevé, avec son frère Sévère, par leur pieuse mère Mania, et tous deux furent ensuite confiés au monastère de Kennesrin. Devenu moine, il s'y occupa des chameaux. Son élection comme patriarche est rapportée comme suit par la tradition : les évêques fidèles à l'orthodoxie monophysite se réunirent et eurent une vision selon laquelle ils devaient élire le premier moine qui se présenterait à eux au point du jour ; Athanase, au début, aurait refusé, puis demandé un sursis d'un an pour pouvoir terminer son service de chamelier au monastère. Cette élection, selon Michel le Syrien, eut lieu en 595, c'est-à-dire juste après la mort du titulaire précédent. Mais une chronique anonyme de 640, et ensuite Jacques d'Édesse, donnent la date de 603. En fait la succession continue des patriarches jacobites paraît commencer avec Athanase le Chamelier, et l'historien Andrew Palmer pense que Michel le Syrien a voulu escamoter une vacance de siège qui aurait pu jeter un doute sur la succession légitime des patriarches depuis saint Pierre.
Antioche étant alors sous le contrôle de l'Empire byzantin, où le monophysisme était hors-la-loi, Athanase s'installa dans le monastère Saint-Zachée (Dayro d'Mor Zakhay), près de Callinicum. Il nomma son frère Sévère évêque de Samosate. L'année 603 correspond au début de la longue guerre menée par le roi des Perses Chosroès II, d'abord contre l'empereur Phocas, ensuite contre son successeur Héraclius ; elle ne devait prendre fin qu'avec la mort du roi en 628. Les Perses conquirent la Syrie byzantine et la ville d'Antioche en 610. Le médecin personnel de Chosroès, Gabriel de Sinjar, était un chrétien jacobite, et l'épouse favorite du roi, Chirine, d'abord fidèle de l'Église nestorienne, fut gagnée par lui à sa confession.
L'Église syriaque jacobite et l'Église copte étaient alors brouillées : Damien d'Alexandrie, qui était d'origine syrienne, avait accusé son collègue Pierre de Callinicum de trithéisme, ce à quoi ce dernier avait répondu en le taxant de sabellianisme. Cette controverse eut lieu dans les années 580. Après la mort du patriarche Damien (sans doute en 607) et son remplacement par Anastase, Athanase se rendit en Égypte avec cinq évêques de son obédience, dont son frère Sévère, et passa un mois avec son collègue dans les monastères de l'Énaton près d'Alexandrie (peut-être en 616).
Après la victoire de l'empereur Héraclius sur Chosroès II, en 628, Athanase envoya son secrétaire (et futur successeur) Jean des Sédré auprès du nouveau roi des Perses Kavadh II. Fin 628 ou début 629, il consacra le premier maphrien, Marutha, qui s'installa à Tikrit (où les maphriens siégèrent jusqu'en 1152) et réorganisa les institutions de l'Église jacobite en territoire perse. Il attribua des privilèges particuliers au grand monastère Saint-Matthieu (Dayro d'Mor Mattay), près de Ninive.
Peut-être en 629, ou plutôt au printemps 631, il rencontra Héraclius à Hiérapolis, pendant douze jours, accompagné de douze évêques de son obédience. L'empereur lui promettait de le reconnaître patriarche d'Antioche s'il se ralliait à la formule du monoénergisme. Athanase aurait accepté l'union, mais en des termes ambigus, et en refusant de rien signer. Il mourut peu après, et la haine fut rallumée alors que les Byzantins se réappropriaient la Syrie après le retrait des Perses.
Il existe une Vie en syriaque de ce patriarche, pleine de miracles.

## Œuvres
Athanase le Chamelier est l'auteur d'une Vie de Sévère d'Antioche, conservée à la fois en syriaque, en copte et en éthiopien. C'est sous son pontificat que Thomas d'Héraclée (ou de Harqel) réalisa une nouvelle recension-traduction du Nouveau Testament en syriaque (à partir de celle de Philoxène de Mabboug avec des manuscrits grecs en regard), et que Paul de Tella révisa l'Ancien Testament à partir des Hexaples d'Origène (la version « syro-hexaplaire »). Ces travaux philologiques eurent lieu en Égypte, dans les monastères de l'Énaton, en 616-617. Selon Anton Baumstark, ils furent entrepris à l'instigation du patriarche Athanase, peut-être au moment de son séjour à l'Énaton.

## Liens
- Notices dans des dictionnaires ou encyclopédies généralistes :   - Enciclopedia De Agostini
  - Treccani
- Notices d'autorité :   - VIAF
  - BnF (données)
  - LCCN
  - GND
  - Pays-Bas
  - Pologne
  - WorldCat